# Grasnelken
Grasnelken (Armeria) bilden eine Pflanzengattung innerhalb der Familie der Bleiwurzgewächse (Plumbaginaceae). Die etwa 50 Arten sind in Nordamerika, im südlichen Südamerika, in Europa, im westlichen Asien (nördlichen Sibirien) und nördlichen Afrika verbreitet.

## Beschreibung

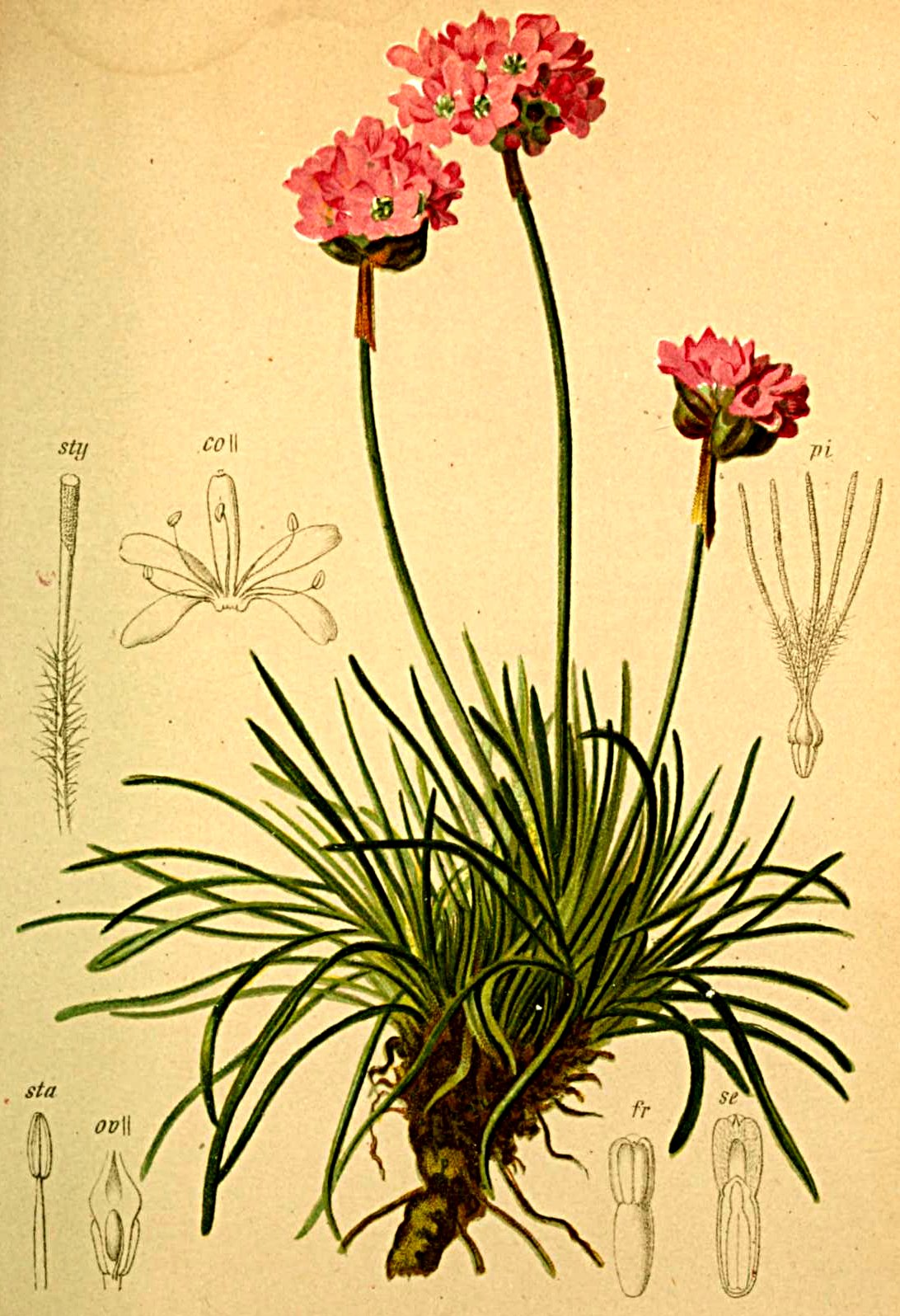
Illustration aus Atlas der Alpenflora der Alpen-Grasnelke (Armeria alpina)

### Erscheinungsbild und Blätter
Grasnelken-Arten sind ausdauernde krautige Pflanzen. Es werden Pfahlwurzeln gebildet.
In grundständigen Rosetten stehen die ungestielten Laubblätter. Die einfachen Blattspreiten sind linealisch bis linealisch-spatelförmig; sie können sich an ihrer Basis verschmälern oder gerade sein und besitzen einen glatten Blattrand.

### Blütenstände und Blüten
Die einzeln stehenden Blütenstandsschäfte sind kahl oder dicht flaumig behaart, manchmal gerunzelt und am oberen Ende von röhrigen Blattscheiden eingehüllt. Die endständigen, halbkugelige, kopfigen Gesamtblütenständen sind aus wickelähnlichen, zymösen Teilblütenständen zusammengesetzt, in denen einige bis viele Blüten dicht zusammenstehen. Jeder Teilblütenstand ist von trockenhäutigen Hüllblättern umgeben. Es sind höchstens kurze Blütenstiele vorhanden.
Die zwittrigen Blüten sind fünfzählig mit doppelter Blütenhülle. Es gibt Arten, bei denen zwei, bezüglich Pollen- und Narbenmerkmalen, unterschiedliche Blütentypen auftreten. Die fünf Kelchblätter sind trichterförmig verwachsen und umhüllen auch noch die reife Frucht. Die zehnrippige Kelchröhre ist meist an den Rippen oder vollständig flaumig behaart, selten kahl. Die Kelchzipfel sind häutig mit oder ohne Granne. Die fünf Kronblätter sind nur an ihrer Basis verwachsen und können weiß bis dunkel-purpurfarben sein. Es ist nur ein Kreis mit fünf freien Staubblättern vorhanden, die die Blütenkrone nicht überragen. Die Staubfäden sind mit der Basis der Kronblätter verwachsen. Die fünf freien Griffel sind im oberen Bereich behaart und enden in einer papillösen oder glatten Narbe.

### Früchte und Samen
Die vom Kelch umhüllten, trockenen Früchte öffnen sich transversal und enthalten nur einen Samen.

### Chromosomensätze
Die Chromosomengrundzahl beträgt x = 9.

## Systematik und Verbreitung

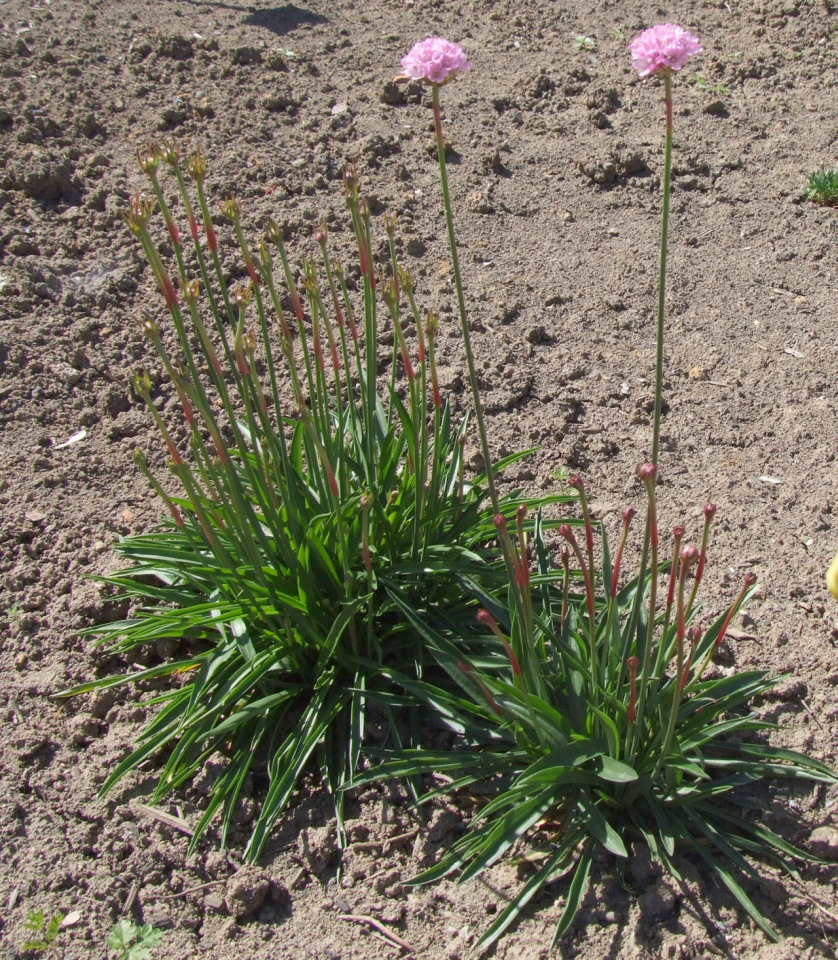
Armeria alliacea

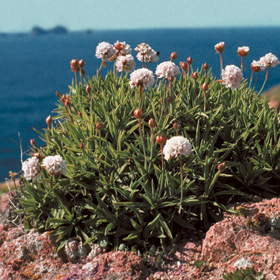
Armeria berlengensis

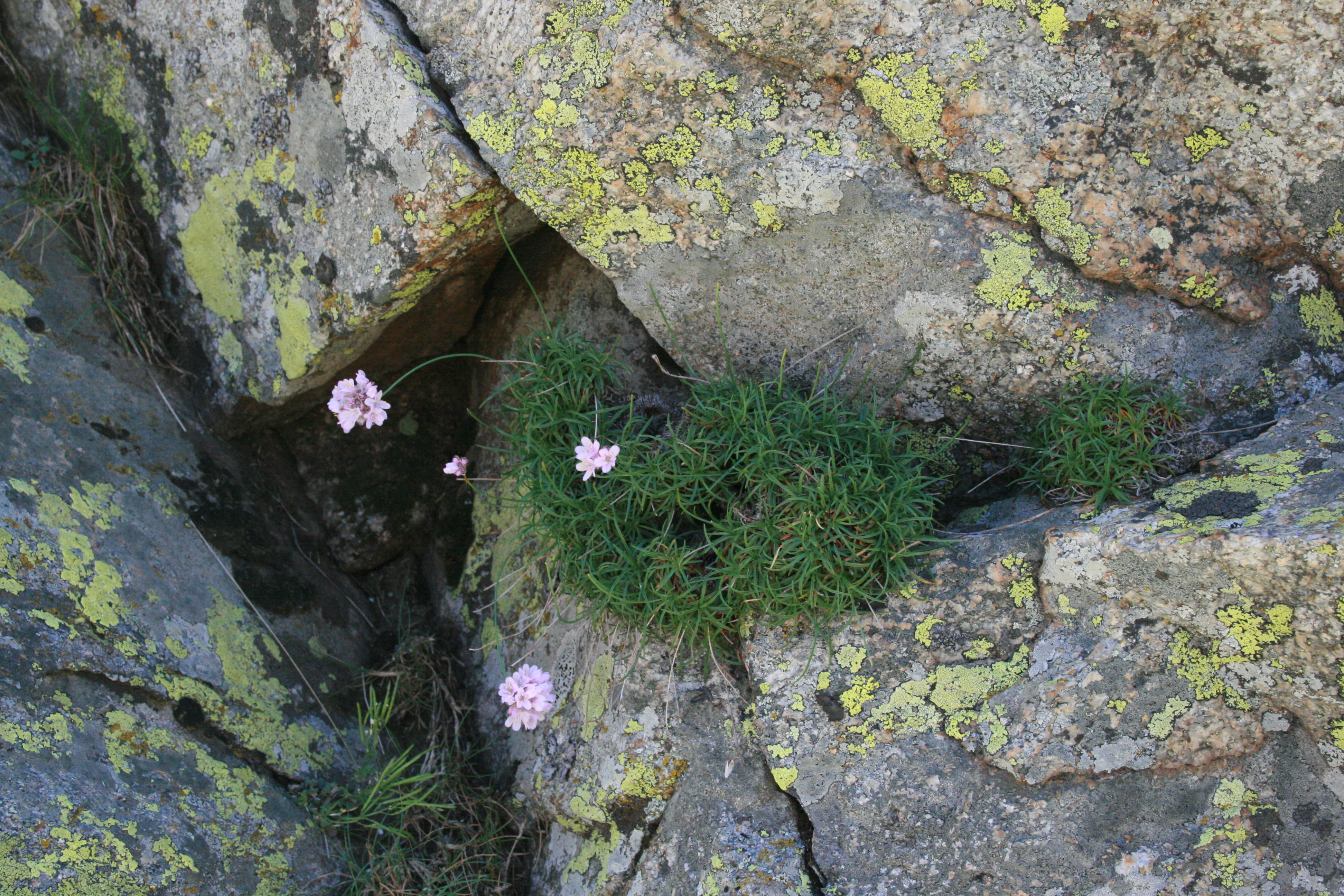
Armeria bigerrensis

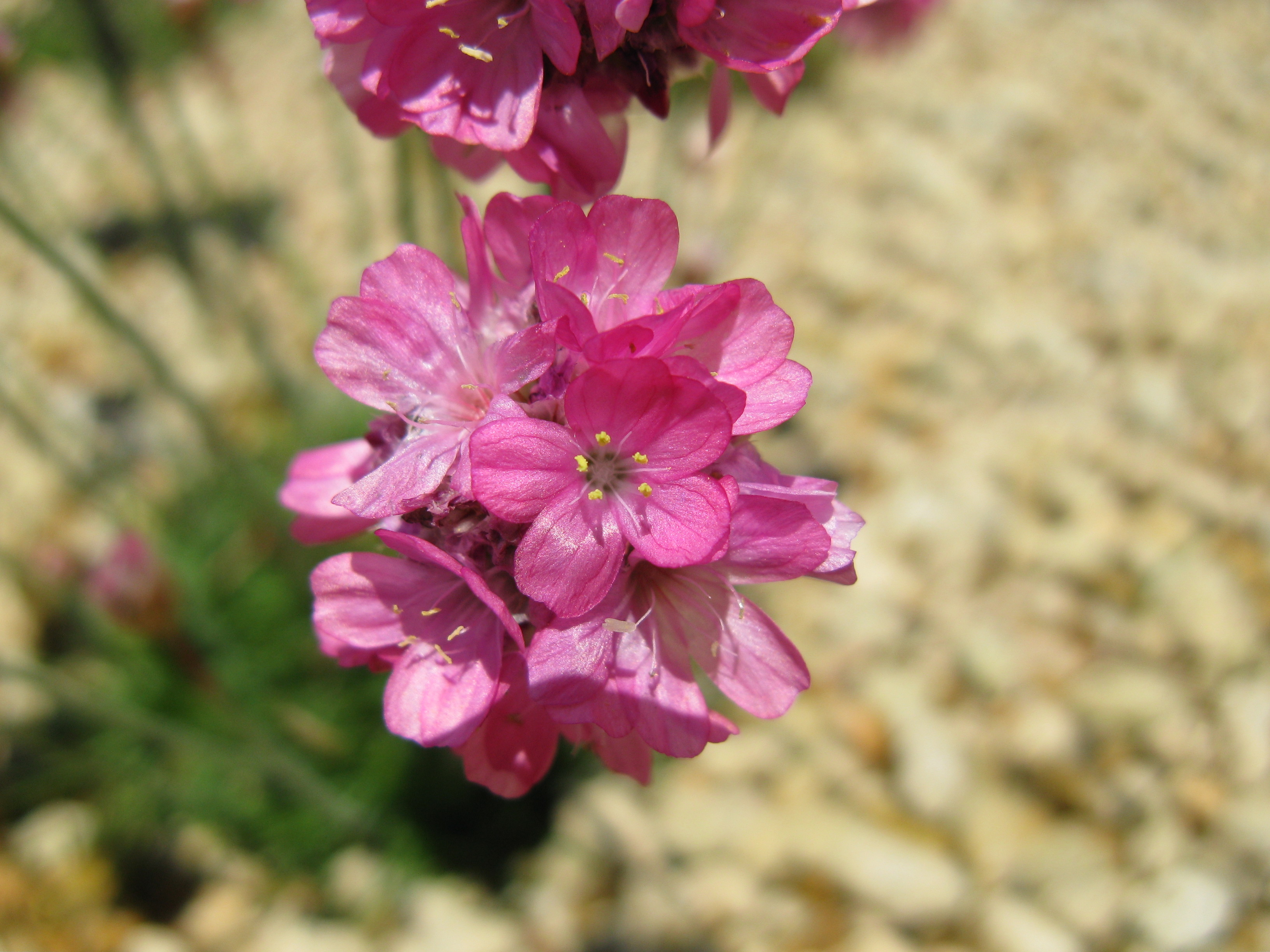
Nahaufnahme eines Blütenstandes von Armeria caespitosa

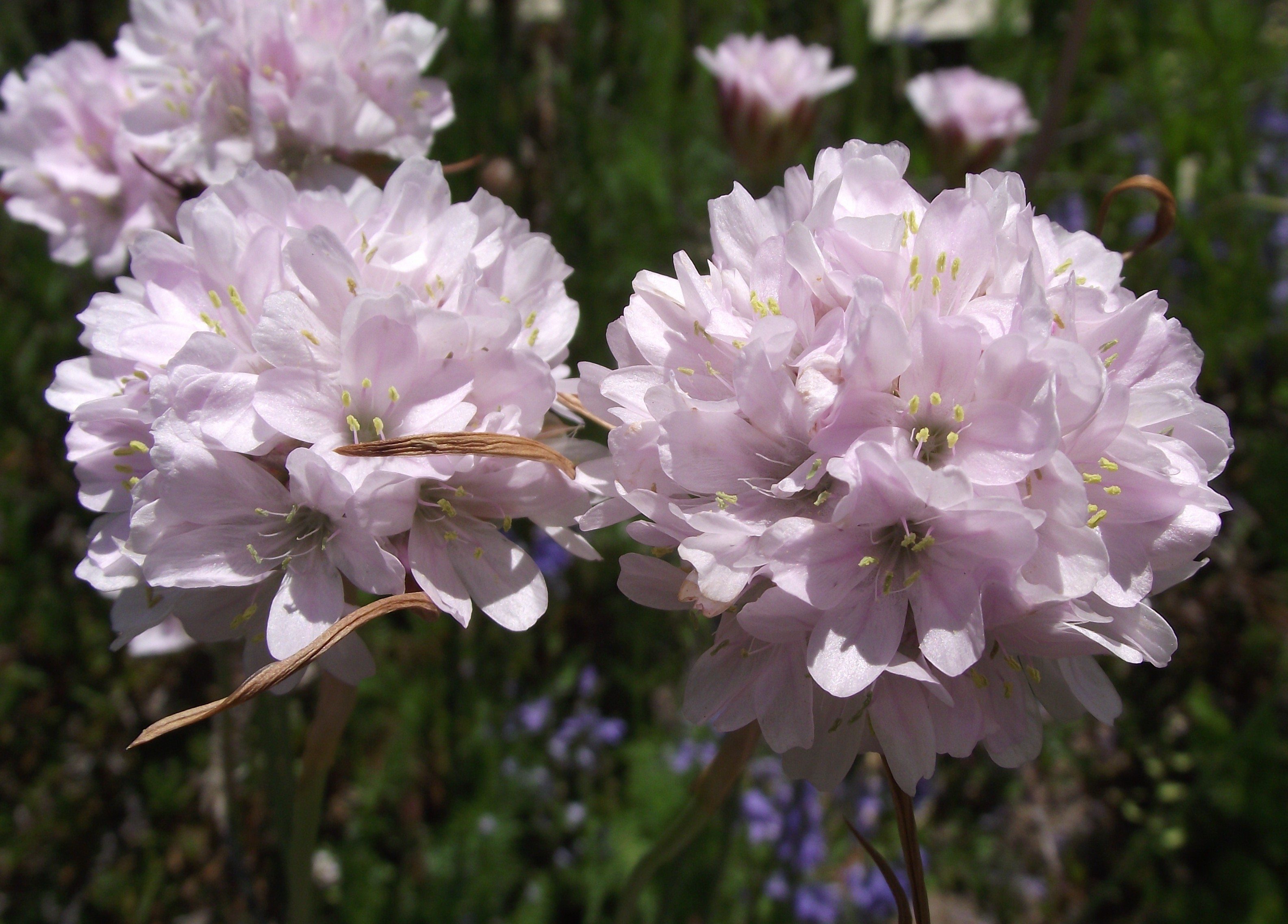
Blütenstände von Armeria denticulata mit Blüten im Detail

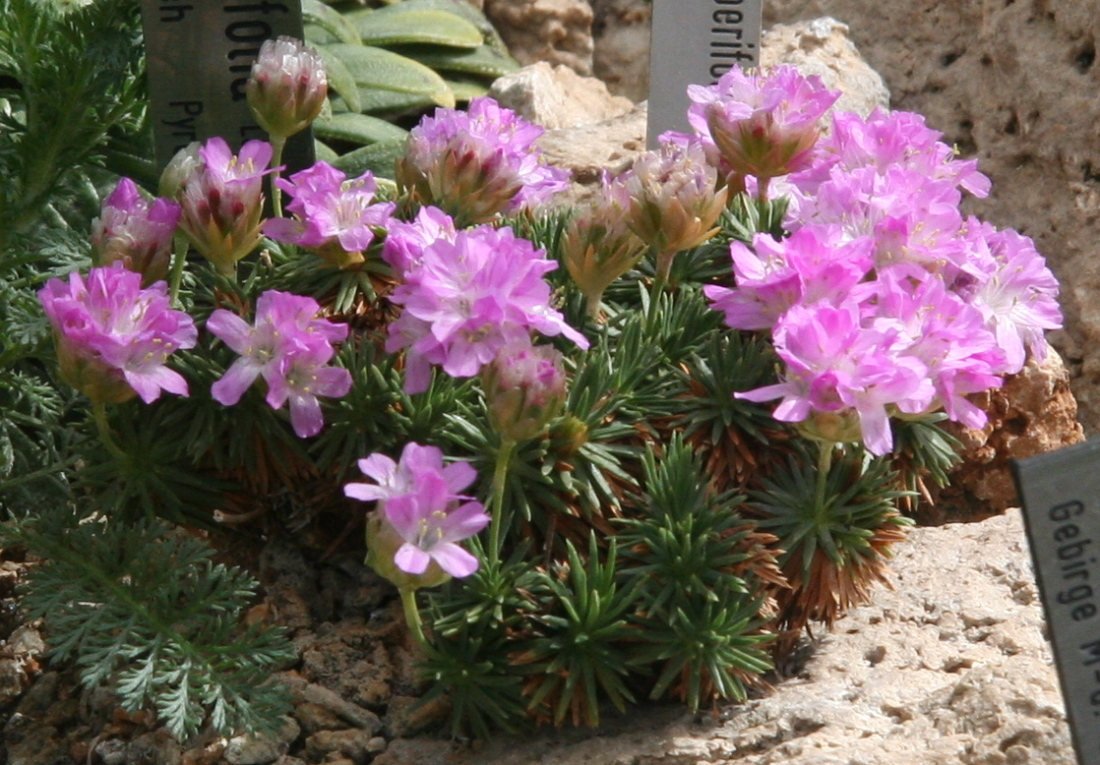
Armeria juniperifolia

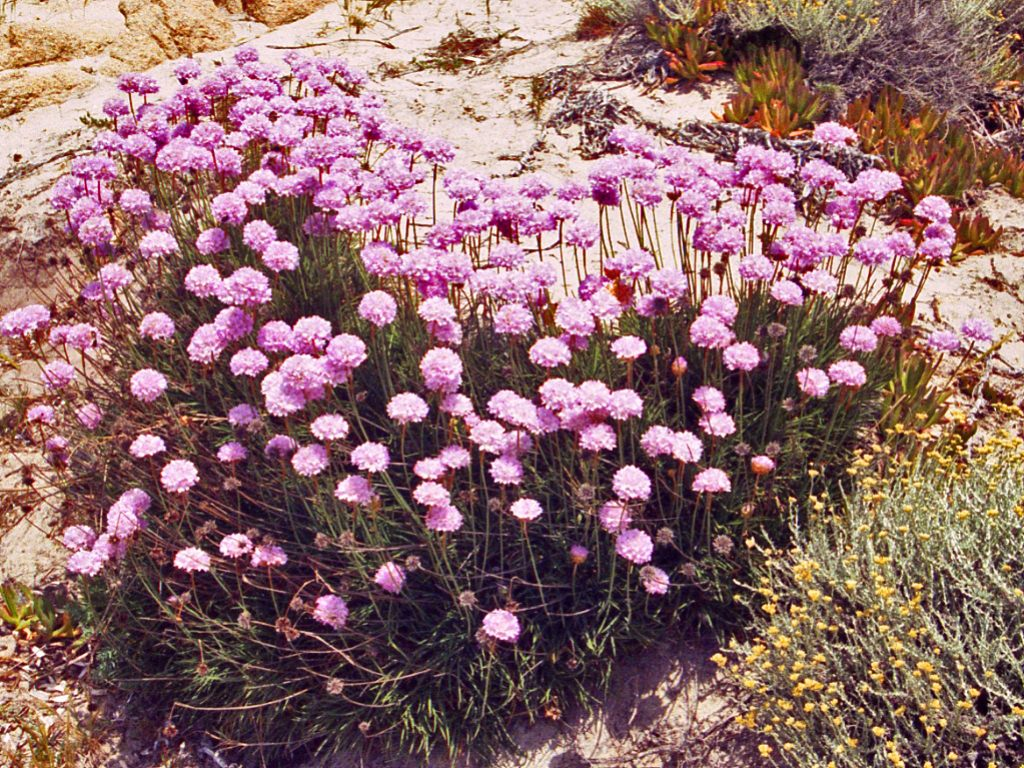
Armeria pungens

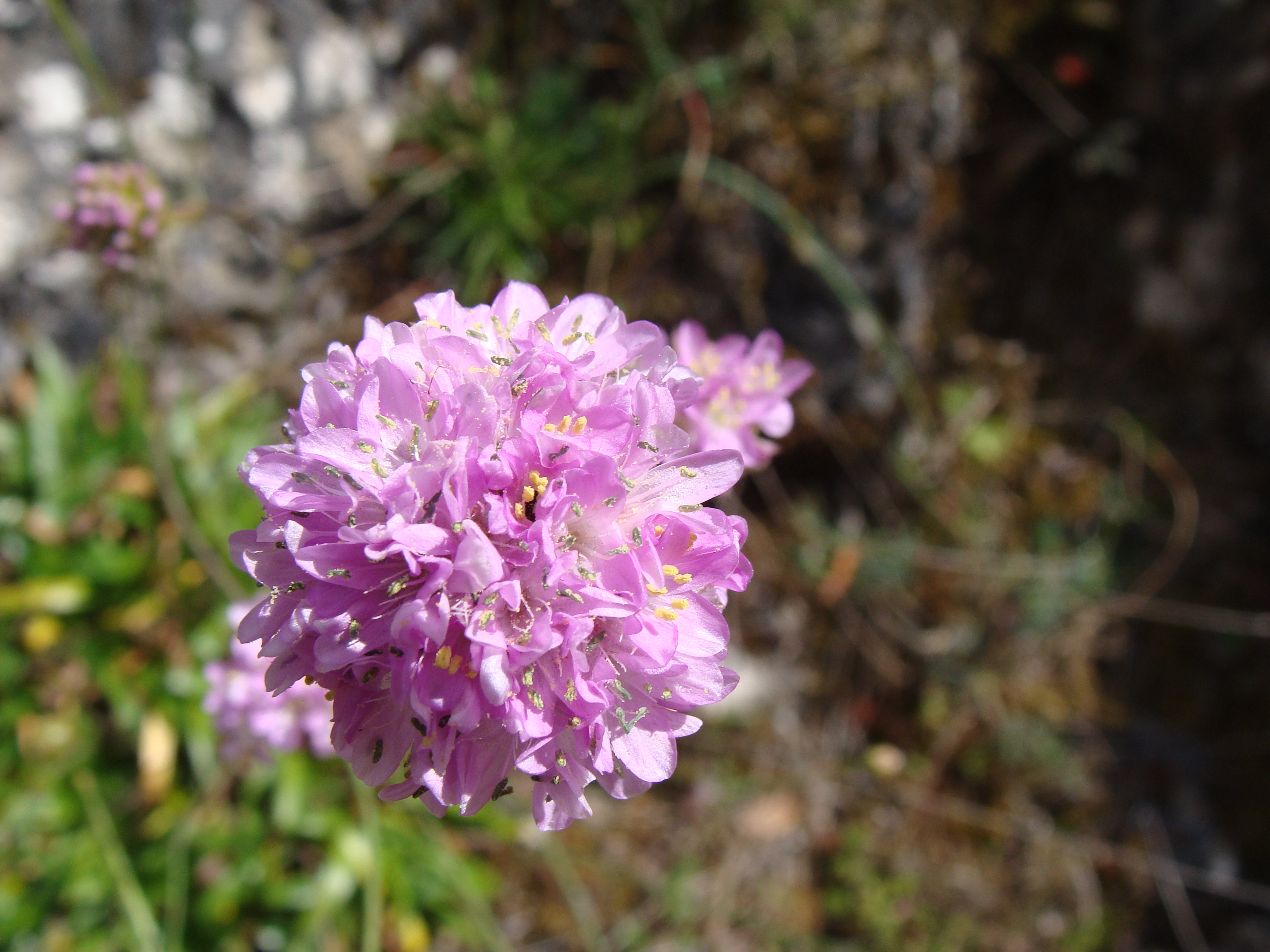
Blütenstand von Armeria rothmaleri

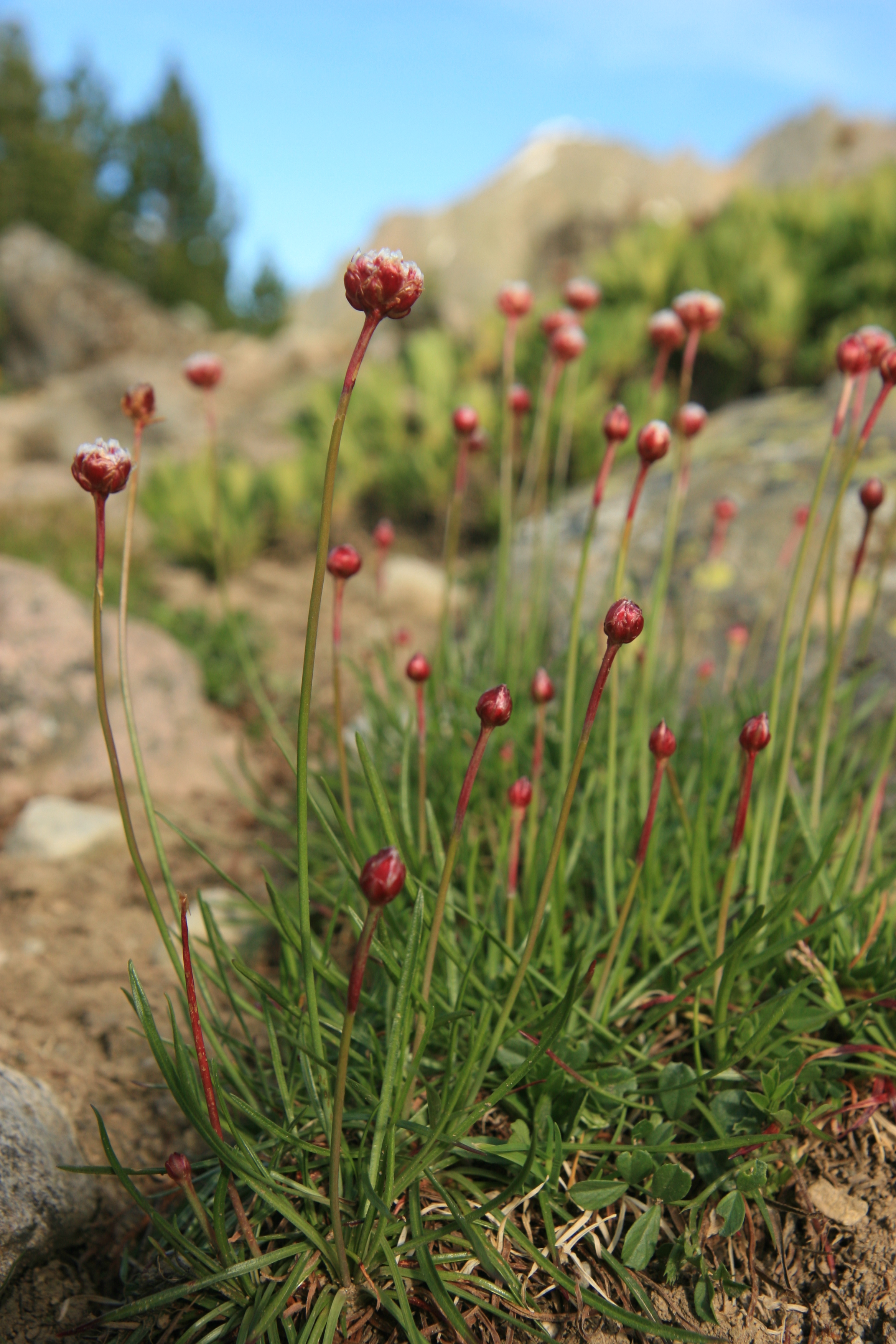
Armeria ruscinonensis

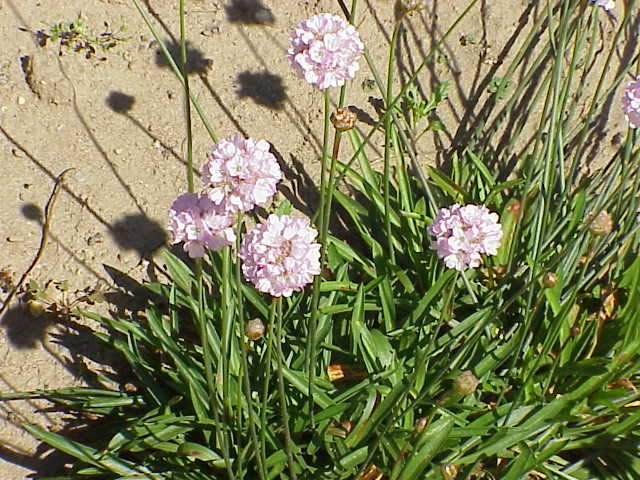
Armeria transmontana

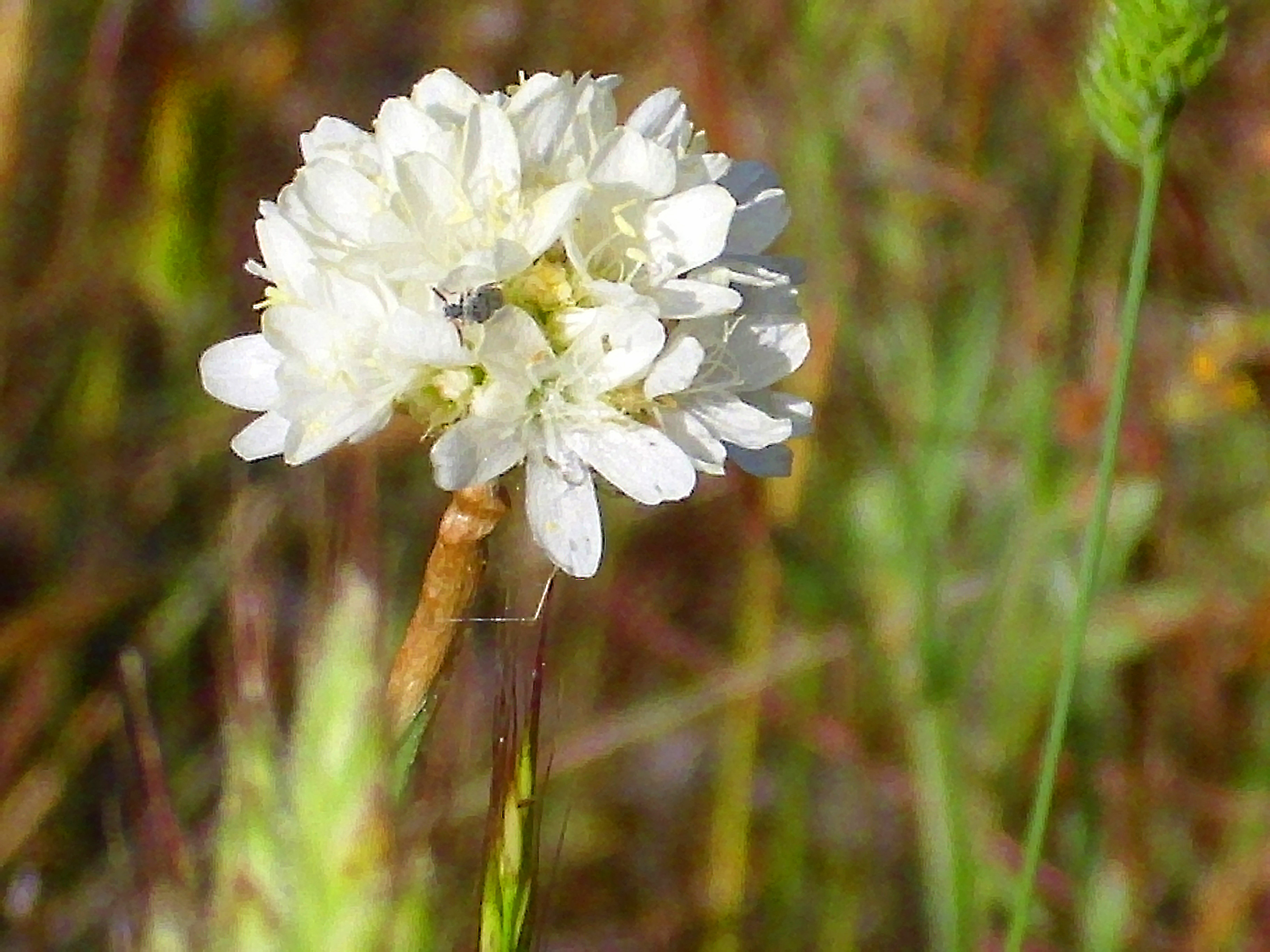
Blütenstand von Armeria villosa

Die Gattung Armeria wurde 1809 durch Carl Ludwig von Willdenow in Enumeratio Plantarum Horti Regii Botanici Berolinensis: continens descriptiones omnium vegetabilium in horto dicto cultorum / D. Car. Lud. Willdenow. Berolini, Band 1, S. 333–335 aufgestellt. Typusart ist Armeria vulgaris Willd. Ein Homonym ist Armeria Kuntze (in Revisio Generum Plantarum, 2, 1891, S. 432 veröffentlicht). Die Gattungsname Armeria Willd. nom. cons. ist nach den Regeln der ICBN (Vienna ICBN Art. 14.4 & App. III) konserviert gegenüber dem älteren Synonym Statice L. nom. rej. Der Gattungsname Armeria ist aus dem keltischen ar mor abgeleitet und bezieht sich auf den an der Küste gelegenen Standort einiger Arten.
Die Gattung Armeria gehört zur Tribus Staticeae in der Unterfamilie Staticoideae innerhalb der Familie Plumbaginaceae.
Es gibt etwa 50 Armeria-Arten, die in gemäßigten bis kalten Gebieten in Nordamerika, im südlichen Südamerika, in Europa, im westlichen Asien (nördlichen Sibirien) und nördlichen Afrika verbreitet sind. Hier die in Europa und Mittelmeerraum beheimateten Armeria-Arten:
- Armeria alboi (Bernis) Nieto Fel.: Sie kommt in Spanien vor.[3]
- Armeria alliacea (Cav.) Hoffmanns. & Link: Sie kommt in Marokko, Algerien und in Spanien vor.[3]
- Alpen-Grasnelke (Armeria alpina Willd., Syn.: Armeria maritima subsp. alpina (Willd.) P.Silva): Sie kommt in Mitteleuropa im Alpenraum und in Südeuropa vor.[3]
- Armeria alpinifolia Pau & Font Quer: Sie kommt in Marokko vor.[4]
- Armeria arcuata Boiss. & Reut.: Sie kommt in Portugal und vielleicht auch in Spanien vor.[4]
- Wegerich-Grasnelke (Armeria arenaria (Pers.) Schult.): Sie kommt in Südwestdeutschland, in der Schweiz, in Frankreich, Italien, Spanien und Portugal vor.[3] Es gibt zwei Unterarten.[3]
- Armeria aspromontana Brullo, Scelsi & Spamp.: Sie kommt in Italien vor.[4]
- Armeria atlantica Pomel: Sie kommt in Marokko und in Algerien vor.[4]
- Armeria beirana Franco: Sie kommt in Portugal und in Spanien vor.[4]
- Armeria belgenciensis Kerguélen: Sie kommt in Frankreich vor.[4]
- Armeria berlengensis Daveau: Sie kommt in Portugal vor.[3]

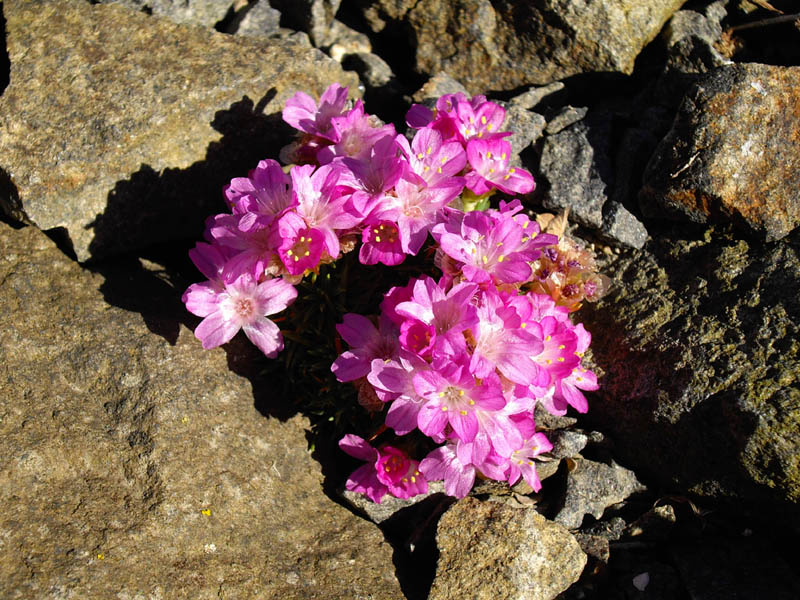
Die Sorte Armeria juniperifolia ‘Bevan's Variety’

- Armeria bigerrensis (C.Vicioso & Beltrán) Rivas Mart.: Sie kommt in Spanien vor.[4]
- Armeria bourgaei Merino: Sie kommt in Spanien vor.[4]
- Armeria brutia Brullo, Gangale & Uzunov: Sie kommt in Italien vor.[4]
- Armeria caballeroi (Bernis) Donad.: Sie kommt in Spanien vor.[4]
- Armeria caespitosa (Ortega) Boiss. (Syn.: Armeria juniperifolia (Vahl) Hoffmanns. & Link): Sie kommt in Spanien vor.[3]
- Armeria canescens (Host) Boiss.: Sie kommt in zwei Unterarten in Südosteuropa vor.[3]
- Armeria cantabrica Boiss. & Reut. ex Willk. & Lange: Sie kommt in Spanien vor.[4]
- Armeria cariensis Boiss.: Sie kommt in der Türkei und auf Inseln in der Ägäis vor.[3]
- Armeria castellana Leresche: Sie kommt in Spanien vor.[4]
- Armeria castroviejoi Nieto Fel.: Sie kommt in Spanien vor.[4]
- Armeria choulettiana Pomel: Sie kommt in Marokko, Algerien und Tunesien vor.[4]
- Armeria ciliata (Lange) Nieto Fel.: Sie kommt in Spanien vor.[4]
- Armeria colorata Pau: Sie kommt in Spanien vor.[4]
- Armeria daveaui (Cout.) P.Silva
- Armeria denticulata (Bertol.) DC.: Sie kommt in Italien vor.[4]
- Armeria duriaei Boiss.: Sie kommt in Spanien und in Portugal vor.[4]
- Armeria duriensis Franco: Sie kommt in Portugal vor.[4]
- Armeria ebracteata Pomel: Sie kommt in Marokko und in Algerien vor.[4]
- Armeria eriophylla Willk.: Sie kommt in Portugal und in Spanien vor.[4]
- Armeria euscadiensis Donad. & Vivant: Sie kommt in Spanien vor.[4]
- Armeria filicaulis (Boiss.) Boiss.: Sie kommt in Marokko, Spanien und in Frankreich vor.[4]
- Armeria fontqueri Pau: Sie kommt in Spanien vor.[4]
- Armeria gaditana Boiss.: Sie kommt in Portugal und in Spanien vor.[4]
- Armeria genesiana Nieto Fel.: Sie kommt in Spanien vor.[4]
- Armeria girardii (Bernis) Litard. (Syn.: Armeria juncea Girard): Sie kommt in Frankreich vor.[3]
- Armeria helodes F.Martini & Poldini: Sie kommt in Italien vor.[4]
- Armeria hirta Willd.: Sie kommt in Spanien vor.[4]
- Armeria hispalensis Pau: Sie kommt in Spanien vor.[4]
- Armeria humilis (Link) Schult.: Sie kommt in Spanien und in Portugal vor.[4]
- Armeria icarica J.R.Edm.: Sie kommt auf Inseln der Ägäis vor.[4]
- Armeria johnsenii Papan. & Kokkini: Dieser Endemit der griechischen Insel Euboea gedeiht an Felsen an der Küste.
- Armeria langei Boiss. ex Lange: Sie kommt in Portugal und in Spanien vor.[4]
- Armeria leucocephala W.D.J.Koch: Dieser Endemit kommt nur auf Korsika vor.[3]
- Armeria linkiana Nieto Fel.: Sie kommt in Portugal und in Spanien vor.[4]
- Armeria littoralis Willd.: Sie kommt in Portugal und in Spanien vor.[4]
- Armeria macrophylla Boiss. & Reut.: Sie kommt nur im südlichen Portugal und südwestlichen Spanien vor.
- Armeria macropoda Boiss.: Sie kommt in Italien vor.[4]
- Armeria maderensis Lowe: Dieser Endemit kommt nur in Madeira vor.[4]
- Armeria malacitana Nieto Fel.: Sie kommt in Spanien vor.[4]
- Armeria malinvaudii H.J.Coste & Soulié: Sie kommt in Frankreich vor.[4]
- Armeria marginata (Levier) Bianchini: Sie kommt in Italien vor.[4]
- Strand-Grasnelke (Armeria maritima (Mill.) Willd.): Es gibt viele Unterarten (Auswahl):
  - Echte Strand-Grasnelke (Armeria maritima (Mill.) Willd. subsp. maritima): Sie ist in Europa und Grönland beheimatet und ist in Nordamerika ein Neophyt.
  - Armeria maritima subsp. azorica Franco: Sie kommt auf den Azoren vor.[4]
  - Armeria maritima subsp. barcensis (Simonk.) P.Silva: Dieser Endemit kommt nur im zentralen Rumänien vor.[4]
  - Armeria maritima subsp. californica (Boiss.) A.E.Porsild: Sie gedeiht in Höhenlagen von 0 bis 200 Metern im westlichen Nordamerika von British Columbia bis zu den US-Bundesstaaten Washington, Kalifornien sowie Oregon.[1]
  - Armeria maritima subsp. cantabrica (Willk.) Malag.
  - Sand-Grasnelke (Armeria maritima subsp. elongata (Hoffm.) Bonnier, Syn.: Armeria ambifaria Focke): Sie ist in Europa verbreitet.[4]
  - Armeria maritima subsp. fontqueri[4]
  - Galmei-Grasnelke (Armeria maritima subsp. halleri (Wallr.) Rothm.): Sie kommt in West- und Mitteleuropa von den Pyrenäen bis zu den Niederlanden und Polen vor.
  - Armeria maritima subsp. interior (Raup) A.E.Porsild: Dieser Endemit ist nur vom Südufer des Lake Athabasca in der kanadischen Provinz Saskatchewan bekannt.[1]
  - Armeria maritima subsp. intermedia (T.Marsson) Nordh.: Es gibt Fundortangaben in Deutschland und Schweden.[4]
  - Armeria maritima subsp. legionensis (Bernis) M.Laínz
  - Armeria maritima subsp. miscella (Merino) Malag.: Sie kommt in Portugal, Spanien, Frankreich und auf den Azoren vor.[4]
  - Armeria maritima subsp. muelleri (A.Huet) O.Bolòs & Vigo: Sie kommt in Spanien vor.[4]
  - Armeria maritima subsp. planifolia (Syme) Löve & Löve: Dieser Endemit kommt nur auf Island vor.[4]
  - Purpur-Grasnelke (Armeria maritima subsp. purpurea (W.D.J.Koch) Á.Löve & D.Löve): Sie kommt nur in Süddeutschland und vielleicht in Norditalien und kam früher auch in der Schweiz vor.[4]
  - Armeria maritima subsp. sibirica ((Turcz. ex Boiss.) Nyman) Syn.: Armeria arctica ((Cham.) Wallr.): Sie ist im subarktischen Eurasien,[4] Grönland, Alaska sowie Colorado und im nördlichen Kanada verbreitet.[1]
- Armeria masguindalii (Pau) Nieto Fel.: Sie kommt in Marokko vor.[4]
- Armeria mauritanica Wallr.: Sie kommt in Algerien vor.[4]
- Armeria merinoi (Bernis) Nieto Fel. & Silva Pando: Sie kommt in Spanien vor.[4]
- Armeria morisii Boiss.: Sie kommt nur auf Sardinien und Sizilien vor.[4]
- Armeria muelleri A.Huet: Sie kommt in Spanien und in Frankreich vor.[4]
- Armeria multiceps Wallr.: Dieser Endemit kommt nur auf Korsika vor.[4]
- Armeria pauana (Bernis) Nieto Fel.: Sie kommt in Spanien vor.[4]
- Armeria pinifolia (Brot.) Hoffmanns. & Link: Sie kommt in Portugal vor.[3]
- Armeria platyphylla (Daveau) Franco: Sie kommt in Portugal vor.[4]
- Armeria pocutica Pawlł.: Sie kommt in den östlichen Karpaten mit Fundorten in Polen, Rumänien, der Ukraine und der Krim vor.[4]
- Armeria pseudarmeria (Murray) Mansf.: Sie kommt in Portugal vor.[3]
- Armeria pubigera (Desf.) Boiss.: Sie kommt in Portugal und in Spanien vor.[3]
- Armeria pungens (Link) Hoffmanns. & Link: Sie kommt im südlichen Portugal, im südwestlichen Spanien, auf Korsika und Sardinien vor.[3]
- Armeria quichiotis (Gonz. Albo) G.H.M.Lawr.: Sie kommt in Spanien vor.[4]
- Armeria rivasmartinezii Sard.Rosc. & Nieto Fel.: Sie kommt in Spanien vor.[4]
- Armeria rothmaleri Nieto Fel.: Sie kommt in Spanien vor.[4]
- Armeria rouyana Daveau: Sie kommt in Portugal vor.[4]
- Armeria rumelica Boiss.: Sie kommt auf der Balkanhalbinsel und in der Türkei vor.[3]
- Armeria ruscinonensis Girard: Sie kommt in Spanien und in Frankreich vor.[4]
- Armeria salmantica (Bernis) Nieto Fel.: Sie kommt in Spanien vor.[4]
- Armeria sampaioi (Bernis) Nieto Fel.: Sie kommt in Portugal vor.[4]
- Armeria sancta Janka: Sie kommt in Griechenland vor.[4]
- Armeria sardoa Spreng.: Dieser Endemit kommt nur auf Sardinien vor.[3]
- Armeria saviana Selvi: Sie kommt in Italien vor.[4]
- Armeria seticeps Rchb.: Sie kommt in Italien vor.[4]
- Armeria simplex Pomel: Sie kommt in Marokko und in Algerien vor.[4]
- Soleirols Grasnelke (Armeria soleirolii (Duby) Godr.): Sie ist ein Endemit nur im korsischen Gebiet Arrondissement Calvi.
- Armeria spinulosa Boiss.: Sie kommt in Algerien und in Tunesien vor.[4]
- Armeria splendens (Lag. & Rodr.) Webb: Sie kommt in Spanien vor.[3]
- Armeria sulcitana Arrigoni: Dieser Endemit kommt nur in Sardinien vor.[4]
- Armeria tingitana Boiss. & Reut.: Sie kommt in Marokko vor.[4]
- Armeria trachyphylla Lange: Sie kommt in Spanien vor.[4]
- Armeria transmontana (Samp.) G.H.M.Lawr. (Syn.: Armeria carpetana Villar): Sie kommt in Portugal und in Spanien vor.[4]
- Armeria trianoi Nieto Fel.: Sie kommt in Spanien vor.[4]
- Armeria trojana Bokhari & Quézel: Sie kommt in der Türkei vor.[4]
- Armeria undulata (Bory) Boiss.: Sie kommt in Griechenland und im Libanon vor.[3]
- Armeria vandasii Hayek: Sie kommt im früheren Jugoslawien vor.[4]
- Armeria velutina Boiss. & Reut.: Sie kommt in Portugal und in Spanien vor.[4]
- Armeria villosa Girard: Sie kommt in zwei Unterarten in Spanien vor.[3]
- Armeria welwitschii Boiss.: Sie kommt in Portugal vor.[3]

## Verwendung
Einige Sorten von wenigen Grasnelken-Arten (beispielsweise Armeria alliacea, Armeria juniperifolia, Armeria leucocephala, Armeria maritima) werden als Zierpflanzen genutzt. Sie gedeihen an exponierten sonnigen Standorten und lassen sich gut in Steingärten oder als Randbepflanzung verwenden.
Die Laubblätter und unterirdischen Pflanzenteile von Armeria maritima wurden gegart gegessen.

## Ergänzende Literatur
- J. Fuertes Aguilar, G. Nieto Feliner: Additive polymorphisms and reticulation in an ITS phylogeny of thrifts (Armeria, Plumbaginaceae). In: Molecular Phylogenetics and Evolution, Volume 28, 2003, S. 430–447.
- G. Nieto Feliner, B. Gutiérrez Larena, J. Fuertes Aguilar: Fine scale geographical structure, intra-individual polymorphism and recombination in nuclear ribosomal internal transcribed spacers in Armeria (Plumbaginaceae). In: Annals of Botany, Volume 93, 2004, S. 189–200.
- Manfred A. Fischer, Wolfgang Adler, Karl Oswald: Exkursionsflora für Österreich, Liechtenstein und Südtirol. 2., verbesserte und erweiterte Auflage. Land Oberösterreich, Biologiezentrum der Oberösterreichischen Landesmuseen, Linz 2005, ISBN 3-85474-140-5.